# McCabe & Mrs. Miller
McCabe & Mrs. Miller (Brasil: Quando os Homens São Homens/Onde os Homens São Homens / Portugal: A Noite Fez-se para Amar) é um filme norte-americano de 1971, do gênero faroeste, dirigido por Robert Altman  e estrelado por Warren Beatty e Julie Christie.